# Birkás István
Birkás István (Kunmadaras, 1947. február 1. – Dunaújváros, 2018. január 21.) magyar festőművész.

## Életpályája
Birkás István Kunmadarason született 1947. február 1-jén Birkás János és Czinege Erzsébet gyermekeként. 1966–1969 között a Magyar Képzőművészeti Főiskola hallgatója volt, ahol Kádár György és Szabó Iván tanították. 1969-től Dunaújvárosban élt. 1972–1989 között a Dunaújvárosi Nemzetközi Amatőr Műhely vezetője volt. 1974-ben a dunaújvárosi Acélszobrász Alkotótelep egyik alapító tagja volt. 1989–1996 között a dunaújvárosi Modern Művészetért Közalapítvány kuratóriumának elnöke, valamint a Kortárs Művészeti Intézet alapító tagja volt. 1990–1991 között önkormányzati képviselőként dolgozott. 1990–1998 között a Modern Művészetért Közalapítvány elnöke volt.

## Magánélete
Felesége Simon Erzsébet, gyermekei: Birkás Bulcsú, Birkás Gergely és Birkás Dóra.[forrás?]

## Művei

### Könyvei
- Kunmadarasi jegyzetek (jegyzetek, 1995)
- Futó madarak útja (1997)

### Festményei
- 8-as bagatell (1977)
- Jelek a kertben (1978)
- Fal kék jellel (1984-1986)
- Töredék (1999)
- Egy kis múlt (1999)
- Kicsi fakép (2000)
- Fehérrel áthúzott fakép (2000)
- 4-es fakép (2000)
- Kis fehér X (2001)
- Októberi kép (2001)
- Piros-zöld őszi délután, öt óra (2001)
- És megint ősz van (2002)
- Kicsi őszi kép (2002)
- Kép zölddel, barnával (2002)
- Piros, zöld jelű fakép (2002)
- Őszi emlékeimből II.-III.-IV.-V. (2002)
- Novemberi kép (2002)
- Kicsi derűs ősz (2003)
- Kettős kép (2003)
- Vasárnap délelőtt (2003)
- Az idén is lesz tavasz (2003)

## Kiállításai
- 1970, 1977-1978, 1983, 2017 Dunaújváros
- 1972, 1981, 1988 Székesfehérvár
- 1973, 1976, 1982, 1994, 1998-1999 Budapest
- 1975 Komló
- 1976 Ajka, Veszprém
- 1979 Velence
- 2000 Hajdúszoboszló, Sopron
- 2017 Fejér

## Díjai, kitüntetései
- Derkovits Gyula képzőművészeti ösztöndíj (1972-1975)
- Krasner-Pollock-ösztöndíj (1997-1998)
- Munkácsy Mihály-díj (2004)